# Барбарани, Берто
Берто Барбарани (итал. Berto Barbarani), полное имя Тиберио Умберто Барбарани (итал. Tiberio Umberto Barbarani; 2 декабря 1872, Верона, Королевство Италия — 27 января 1945, там же) — итальянский поэт, писавший стихи на западновенетском диалекте.

## Биография
Родился в Вероне в 1872 году. Его родители были скромными владельцами лавки в центре города, недалеко от Нового моста через реку Адидже. Барбарани отправили учиться в колледж, который ему пришлось оставить после смерти отца в 1887 году, чтобы помогать матери в управлении лавкой. Вскоре он продолжил обучение на факультет права в университете Падуи, но не закончил его. Свои первые стихи Барбарани опубликовал в студенческой газете в 1892 году. Впоследствии они вошли в его первый поэтический сборник «Розарий сердца» (1895).
В том же 1895 году начал работать журналистом, сотрудничая с газетой «L’Adige», затем с газетой «Gazzettino». В это время он познакомился и подружился с поэтами Альфредо Тестони из Болоньи и Карло Альберто Саластри, известный под псевдонимом Трилусса, из Рима. Вместе с ними Барбарани участвовал в цикле благотворительных поэтический вечеров «Данте Алигьери» в театре Дузе в Болонье в 1901 году. От тех вечеров сохранилась карикатура Аугусто Майани, по прозвищу Назика, на которой Барбарани изображён с поэтической лирой в руках на фоне Античной арены в Вероне.
Последний период его жизни пришёлся на Вторую мировую войну, во время которой пострадала его семья. Погибли его супруга и любимый племянник. Через три месяца после смерти супруги осенью 1944 года, физическое и психическое состояние поэта ухудшилось. После бомбардировки Виченцы 4 января 1945 года, Барбарани был доставлен в больницу, где умер через несколько дней.

### Избранные сочинения
- «Розарий сердца» (El Rosario del Cor, Verona, 1895) — поэтический сборник.
- «Убогие» (I Pitochi, 1897) — поэтический сборник.
- «Веронские песни» (Canzoniere Veronese, 1900) — поэтический сборник.
- «Звонарь из Авезы» (El Campanar de Avesa, 1900) — поэма.
- «Джульетта и Ромео» (Giulieta e Romeo, 1905) — поэма.
- «Новые веронские песни» (Nuovo canzoniere veronese, 1911) — поэтический сборник.
- «Мечты» (I Sogni, 1922) — поэтический сборник.
- «Осень поэта» (L'Autuno del Poeta, 1936) — поэтический сборник.
- «Эскизы и фантазии. Рождество и снег» (Bozzetti e fantasie. — Natale e la neve, 1942) — проза.